# Distrito electoral de Beaucoup
Beaucoup (en inglés: Beaucoup Precinct) es un distrito electoral ubicado en el condado de Perry en el estado estadounidense de Illinois. En el Censo de 2010 tenía una población de 803 habitantes y una densidad poblacional de 7,16 personas por km².

## Geografía
Beaucoup se encuentra ubicado en las coordenadas 38°10′25″N 89°21′1″O / 38.17361, -89.35028. Según la Oficina del Censo de los Estados Unidos, Beaucoup tiene una superficie total de 112.14 km², de la cual 112.09 km² corresponden a tierra firme y (0.04%) 0.05 km² es agua.

## Demografía
Según el censo de 2010, había 803 personas residiendo en Beaucoup. La densidad de población era de 7,16 hab./km². De los 803 habitantes, Beaucoup estaba compuesto por el 98.63% blancos, el 0.12% eran afroamericanos, el 0% eran amerindios, el 0.25% eran asiáticos, el 0% eran isleños del Pacífico, el 0% eran de otras razas y el 1% pertenecían a dos o más razas. Del total de la población el 1% eran hispanos o latinos de cualquier raza.